# 弥城镇
弥城镇，是中华人民共和国云南省大理白族自治州弥渡县下辖的一个乡镇级行政单位。 区域面积174.32平方千米。

## 行政区划
弥城镇下辖以下地区：
文笔社区、建宁社区、青螺社区、毗江社区、新城社区、双海社区、龙泉社区、张迁村、龙华村、蔡庄村、谷芹村、高坪村、石甲村、红星村、山高村、长坡村和新庄村。